# 三石琴乃のエーベルナイツ
『三石琴乃◎エーベルナイツ』（みついしことの エーベルナイツ）は文化放送で1998年に放送されたラジオ番組（アニラジ）。略称はエーベ。
本稿では前身の『三石琴乃のエーベルージュ伝説』（みついしことののエーベルージュでんせつ、1996年9月 - 1998年4月）、後継の『三石琴乃◎エーベルナイツII』（みついしことの エーベルナイツー、1998年10月 - 2001年9月）についても記載する。

## 概要
富士通より発売された恋愛シミュレーションゲーム『エーベルージュ』に関連した番組であり、パーソナリティはリンデル・ファルケン役の三石琴乃が務めた。ゲームを原作とするラジオドラマが放送された時期もあったが、番組リニューアルを経て徐々にタイアップ色は薄まっていった。
アシスタントは渡辺まほろ（1997年3月まで）と豊口めぐみ（1997年4月から）。豊口は『エーベルナイツII』の途中までアシスタントを務め、小林晃子に交代した。構成作家はシリーズすべて今村良樹（通称：いまむー）、プロデューサーは片寄好之（通称：ダーク片寄）が担当した。また、1999年頃にはさくまあきらが準レギュラーで出演していた。
2006年11月11日には文化放送A&G DREAM SQUAREにて三石琴乃・エーベルナイツ2006が放送された。

## コーナー
『三石琴乃◎エーベルナイツII』のもの。メール・ハガキの採用者には、「番組特製 ことちゃわんてんこもりピンズ」がプレゼントされた。
- ことちゃわんのてんこもり
- 心の叫びウォー!
- 想像してください 〜クローズ・ユア・アイズ〜
- エビワンポエム
- ののこ
- 人間向上委員会
- さくま式人生相談

## イベント
バスツアー
放送150回を記念し、1999年8月19日に実施された。ゲストは平松晶子。
約50名が当選したがバスに乗車する前に半数以上がふるい落とされ、実際にツアーに参加できたのは20名だった。四谷の文化放送前を出発し、銀座、お台場を経て海ほたるへ向かい、新橋で解散となった。
エーベルナイツII 公開録音
2000年2月17日に、東京・西新宿の東京都庁第一本庁舎45階（北展望室）にあった文化放送のサテライトスタジオ「スタジオSOLA」にて開催された。出演は三石琴乃、小林晃子、今村良樹。
エーベルナイツII 最終回公開録音
2001年9月20日に「スタジオSOLA」にて開催された。出演は三石琴乃、小林晃子、今村良樹。

## 特別番組
三石琴乃◎エーベルナイツ2006
2006年11月11日 27時00分 - 28時00分（文化放送A&G DREAM SQUARE 枠）に放送された。
パーソナリティーは三石琴乃・小林晃子・今村良樹、ゲストは大月俊倫。

## 関連商品
瞳を閉じないで
発売日：1998年2月25日 / 発売：ユーメックス / 品番：TYDY-2108
『三石琴乃のエーベルージュ伝説』 テーマソング。歌：豊口めぐみ。
しましょ
発売日：1999年3月17日 / マーベラスエンターテイメント / 品番：MJDA-90005
『三石琴乃◎エーベルナイツII』 テーマソング。歌：三石琴乃。
このほか、マーベラスエンターテイメントから『三石琴乃◎エーベルナイツII スペシャルアルバム』（品番：MJCA-00051）が発売予定だったが、中止となっている。